# Witold Kula
Witold Kula (Varsovia, 18 de abril de 1916 - Varsovia, 12 de febrero de 1988) fue un científico social, historiador y economista polaco, de metodología cercana al materialismo histórico.
En 1934 inicia estudios de historia en la Universidad de Varsovia. Asistente de cátedra en 1937, y doctorado en 1939, promovido por Stanisław Arnold. Continuó su carrera universitaria, con distintas alternativas debidas a la Segunda Guerra Mundial, con la ocupación alemana y la soviética posterior, que significó la construcción de una República Popular comunista. A partir de 1950 ejercería como catedrático en su alma mater, hasta su jubilación en 1986.
Sus obras se centraron en los orígenes de la industria polaca durante la crisis de los años 30, el nacimiento y desarrollo del capitalismo en Polonia y la teoría económica del sistema feudal. Con la Europa Oriental como campo de estudio, Kula consideró estos fenómenos como representativos del problema más amplio del crecimiento económico y el proceso de industrialización en los países subdesarrollados.
Estas líneas de investigación le llevaron a concluir que no había ningún factor perteneciente a la sociedad feudal que pudiera servir como punto de arranque para dar inicio a la transición hacia el capitalismo. Tal cambio sólo pudo darse por una intervención exterior, esto es, el capitalismo originado en otro lugar; o por la actuación de factores internos del propio sistema feudal. Los factores externos comprenderían el acceso a los bienes de lujo, el progreso tecnológico, la urbanización, la industrialización (motivación para la búsqueda de mercados más baratos) o el progreso de las comunicaciones. Los factores internos, permanentes y reiterativos, interactuarían de forma acumulativa; en el caso polaco, Kula señala como tales la tendencia campesina de obtener excedentes de sus productos y establecer contacto con el mercado, y la tendencia a la concentración y el aislamiento económico de las grandes haciendas rústicas.
Para él, no existían las pruebas necesarias para afirmar que la acumulación primaria debiera necesariamente conducir a la industrialización; tales fenómenos se produjeron de forma simultánea, no correlativa. El capitalismo, pues, no habría nacido de la economía feudal «estándar» como consecuencia de transformaciones internas graduales, sino que se agregó a ella como un sistema casi autónomo.

## Obra
- Historia gospodarcza Polski w dobie popowstaniowej, 1864–1918 (1947). [Historia económica de Polonia, 1864-1918].
- Kszaltowanie sie kapitalizmu w Polsce (1955). [La formación del capitalismo en Polonia].
- «L'origine de l'alliance entre la bourgeoisie et les proprétaires fonciers dans la premiere moitié du xixe siècle», en La Pologne au Xe Congrès International des Sciences Historiques a Rome, pp. 217-233 (1955).
- Szkice o manufakturach w Polsce XVIII wieku (1956). [Ensayos en torno a los talleres polacos siglo xviii]. Análisis del latifundio como medio de producción en la Polonia del siglo xviii.[1]
- Rozważania o historii (1958). [Consideraciones sobre la historia].
- «Secteurs et régions arriérés dans I'économie du capitalisme naissant». Studi  Storici (1959-60), 3, pp. 569-585.
- «Histoire et économie: la longue durée» Annales E.S.C. (1960), 2, pp. 294-313.
- Teoria ekonomiczna ustroju feudalnego. Próba modelu (1962, 19832). Basada en su análisis de la formación económica y social polaca durante el Antiguo Régimen y el fenómeno de la segunda servidumbre en Europa oriental, divergente del feudalismo clásico de Europa Occidental.
  - Edición española: Teoría económica del sistema feudal (1974).
- Problemy i metody historii gospodarczej (1963).
  - Edición española: Problemas y métodos de la historia económica (1973).
- Miary i ludzie (1970).
  - Edición española: Las medidas y los hombres (1970). Clásico de la metrología histórica.
- Historia, zacofanie, rozwój (1983). [Historia, atraso, desarrollo].
- Wokół historii (1988). [En torno a la historia].

### Citas
1. 1 2 3 4  Chamot, 1989, p. 57.
2. 1 2 3 4 5  Chamot, 1989, p. 58.